# Charlotte Park
Charlotte Park és una concentració de població designada pel cens dels Estats Units a l'estat de Florida. Segons el cens del 2000 tenia 2.182 habitants.

## Demografia
Segons el cens del 2000, Charlotte Park tenia 2.182 habitants, 1.152 habitatges, i 744 famílies. La densitat de població era de 696,3 habitants per km².
Dels 1.152 habitatges en un 7,6% hi vivien nens de menys de 18 anys, en un 58,2% hi vivien parelles casades, en un 4,6% dones solteres, i en un 35,4% no eren unitats familiars. En el 30,9% dels habitatges hi vivien persones soles el 22,2% de les quals corresponia a persones de 65 anys o més que vivien soles. El nombre mitjà de persones vivint en cada habitatge era d'1,89 i el nombre mitjà de persones que vivien en cada família era de 2,28.
Per edats la població es repartia de la següent manera: un 7,6% tenia menys de 18 anys, un 3% entre 18 i 24, un 11,6% entre 25 i 44, un 27,4% de 45 a 60 i un 50,4% 65 anys o més.
L'edat mediana era de 65 anys. Per cada 100 dones de 18 o més anys hi havia 94,4 homes.
La renda mediana per habitatge era de 29.263 $ i la renda mediana per família de 35.462 $. Els homes tenien una renda mediana de 26.397 $ mentre que les dones 25.521 $. La renda per capita de la població era de 22.434 $. Entorn del 4,2% de les famílies i el 6,8% de la població estaven per davall del llindar de pobresa.

## Poblacions més properes
El següent diagrama mostra les poblacions més properes.